# Arnaudville
Arnaudville est une ville de Louisiane située à cheval sur les paroisses civiles de Saint-Landry et Saint-Martin.

## Geographie
Arnaudville se situe au centre de la Louisiane, dans la zone des Bayous. D'une superficie de 1,9 km2.

## Démographie
En 2000, la cité comptait 1 398 habitants.
Il est estimé que 60 % de la population est francophone en 2010. La municipalité annonce une proportion de presque 40 % de francophones. Selon le recensement de 2000 cette proportion est de 35 %.

## Histoire
Arnaudville a été fondée au début du XIXe siècle, par Jacques Arnaud, un Français originaire de Jausiers, dans la vallée de l'Ubaye, émigré en Louisiane depuis 1805. La municipalité d'Arnaudville indique que la ville a été fondée sur l'emplacement d'un village indien, et s'est appelée successivement La Murière, puis La Jonction, avant d'être nommée Arnaudville en l'honneur des frères Arnaud qui avaient donné une grande surface de terrain pour la construction d'une église pour noirs et blancs. Cette église existe toujours.

## Jumelage
- Jausiers (France) depuis le 9 novembre 1997

## Personnalités liées à la ville
- Louis et Andre Michot, fondateurs des Lost Bayou Ramblers sont originaires d'Arnaudville.